# Monte Prato Fiorito - Monte Coronato - Valle dello Scesta
Monte Prato Fiorito - Monte Coronato - Valle dello Scesta este o arie protejată (arie specială de conservare — SAC, sit de importanță comunitară — SCI) din Italia întinsă pe o suprafață de 1.907 ha, integral pe uscat.

## Localizare
Centrul sitului Monte Prato Fiorito - Monte Coronato - Valle dello Scesta este situat la coordonatele 44°03′50″N 10°39′01″E / 44.063889°N 10.650278°E.

## Înființare
Situl Monte Prato Fiorito - Monte Coronato - Valle dello Scesta a fost declarat sit de importanță comunitară în iunie 1995 pentru a proteja 9 specii de animale. Situl a fost protejat și ca arie specială de conservare în mai 2016.

## Biodiversitate
Situată în ecoregiunea mediteraneană, aria protejată conține 11 habitate naturale: Pajiști uscate seminaturale și facies de acoperire cu tufișuri pe substraturi calcaroase (Festuco-Brometalia) (* situri importante pentru orhidee), Pajiști carstice calcaroase sau bazofile, de Alysso-Sedion albi, Păduri de Quercus ilex și Quercus rotundifolia, Păduri de Castanea sativa, Păduri de fag Luzulo-Fagetum, Pante stâncoase silicioase cu vegetație casmofită, Pante stâncoase calcaroase cu vegetație casmofită, Grohotișuri termofile și vest-mediteraneene, Grohotișuri calcaroase și de șisturi calcaroase de la nivelul montan până la nivelul alpin (Thlaspietea rotundifolii), Pajiști uscate europene, Peșteri inaccesibile publicului.
La baza desemnării sitului se află mai multe specii protejate:
- păsări (5): acvilă de munte (Aquila chrysaetos), vânturel roșu (Falco tinnunculus), ciocârlie de pădure (Lullula arborea), mierlă de piatră (Monticola saxatilis), pietrar sur (Oenanthe oenanthe)
- amfibieni (1): Bombina pachypus
- mamifere (1): lupul (Canis lupus)
- nevertebrate (1): Euplagia quadripunctaria
- pești (1): zglăvoacă (Cottus gobio)

Pe lângă speciile protejate, pe teritoriul sitului au mai fost identificate 9 specii de plante, 2 specii de amfibieni, 3 specii de mamifere, 5 specii de nevertebrate, 3 specii de reptile.